# Skalka (Hazlov)
Skalka (németül Rommersreuth) jelenleg Hazlov településrésze Csehországban a Karlovy Vary-i kerület Chebi járásában. Korábban önálló település.

## Fekvése
Az Aši-kiszögellés déli részén, Aš-tól 5 kilométerre délkeletre, Hazlov-tól 2 kilométerre északnyugatra, a Goethe-hegy (csehül Goethov vrch) oldalán, 612 m tengerszint feletti magasságban fekszik. Északon Výhledy, délnyugaton Lipná településekkel szomszédos.

## Története
Első írásos említése 1224-ből származik. Újkori történelme folyamán 1868-ban önállósodott, korábban Hazlov településrésze volt.  Johann Wolfgang von Goethe több alkalommal is járt itt. A második világháború előtt közel 300, főként német lakosa volt. A háborút követően német nemzetiségű lakosságát kitelepítették. 1970 óta ismét Hazlov településrésze.

## Nevezetességek
- A chebi régió jellegzetes stílusában épült hagyományos faszerkezetű lakóház.
- Az első világháború rommersreuthi és ottengrüni hősi halottainak emlékműve. Az 1925-ben emelt emlékmű jó állapotban való fennmaradása valószínűleg annak köszönhető, hogy körülkerített magánterületen fekszik.
- Útmenti keresztek. A két kereszt közül az egyik 1856-ból származik, a másik felirata azonban már olvashatatlan.
- Goethe-sziklák. A településtől 1 kilométerre nyugatra fekszik. A védett természeti alakzat kőzete kvarc. Némely források Sziklavárosnak (csehül Skalní město) is nevezik, a múltban azonban elsődlegesen rommersreuthi Svájc néven volt ismeretes. A 64-es út mentén fekvő Goethe-kő 1894-ben elhelyezett emléktáblája, a költő idelátogatásának emléke.
- A település német Rommersreuth elnevezése alapján Johann Wolfgang von Goethe tévesen azt római alapításúnak vélte. Annak ellenére, hogy ezen feltevése történelmileg teljesen megalapozatlan volt, miután azt megosztotta a helyi plébánossal, annak írásai által az idő tájt némi népszerűségre tett szert tudományos körökben is.

## Lakossága
| Év            | 1850 | 1930 | 1947 | 1961 | 1970 | 2001 |
| ------------- | ---- | ---- | ---- | ---- | ---- | ---- |
| Lakosok száma | 358  | 295  | 123  | 80   | 28   | 125  |

## Képtár

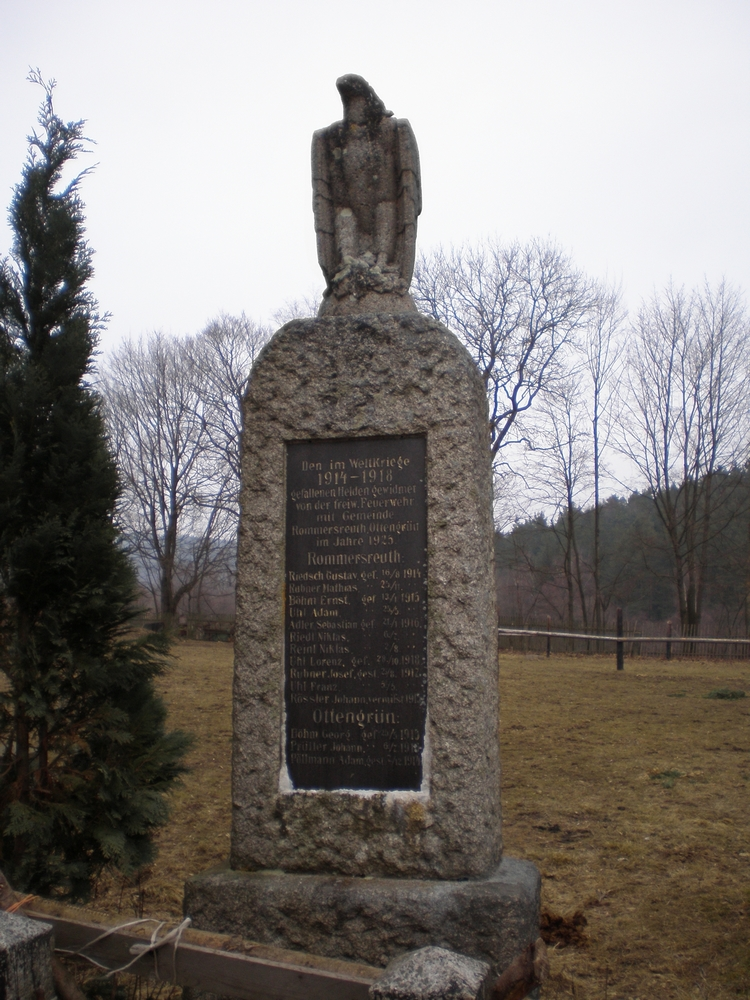
Az I. világháború rommersreuthi és ottengrüni hősi halottainak emlékműve.
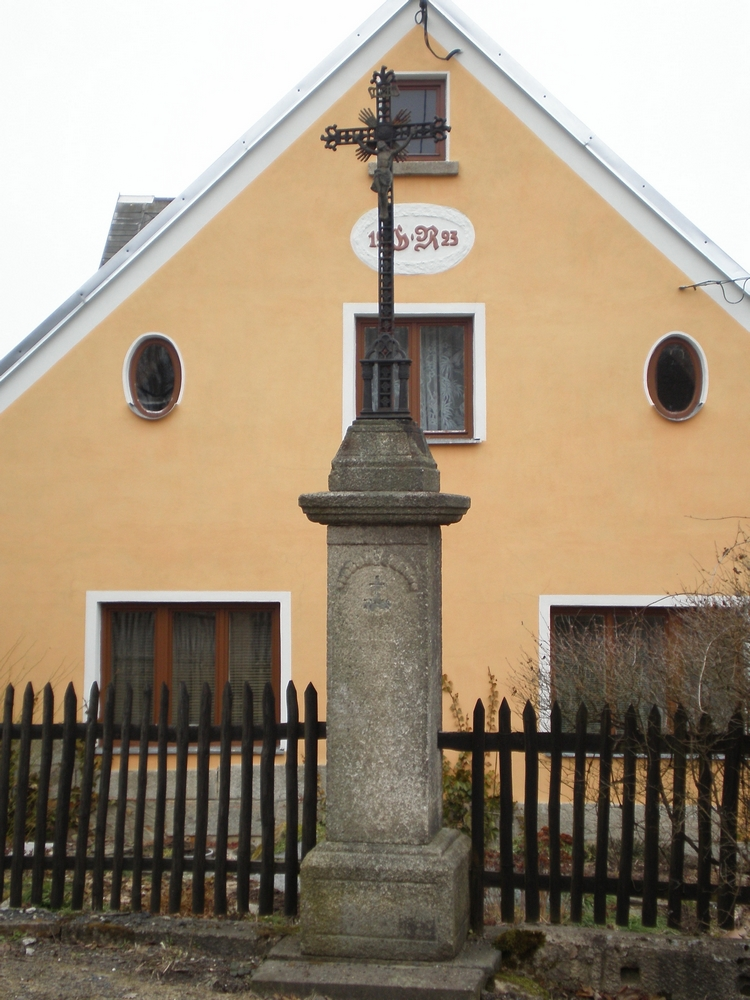
Útmenti kereszt.
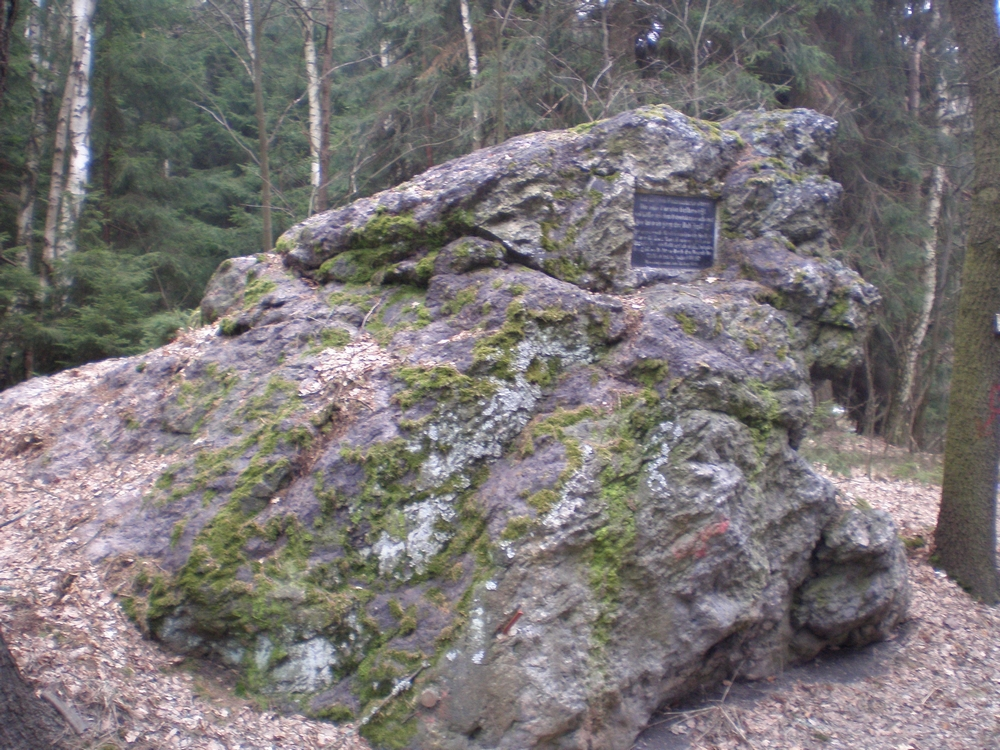
Goethe-kő.

## Fordítás
- Ez a szócikk részben vagy egészben a Skalka (Hazlov) című cseh Wikipédia-szócikk ezen változatának fordításán alapul.  Az eredeti cikk szerkesztőit annak laptörténete sorolja fel. Ez a jelzés csupán a megfogalmazás eredetét és a szerzői jogokat jelzi, nem szolgál a cikkben szereplő információk forrásmegjelöléseként.